# Île aux Bœufs (Loire)
Ne doit pas être confondu avec Île aux Bœufs.
L'île aux Bœufs est une île sur la Loire, en France, appartenant administrativement à La Chapelle-aux-Naux.

## Description
Elle s'étend sur moins de 500 m de longueur mais ses limites sont floues en raison des nombreuses alluvions qui l'entourent. Sa largeur n'excède pas 150 m.